# Административно деление на Мексико
Щатите на Мексико са административни териториални единици на първо ниво в Съединените мексикански щати. В Мексико има 31 държави и една федерална област. Мексико Сити е федерална област с ниво на автономия, сравнимо с това на щат, но не е щат.

## Списък с щатите на Мексико
- Агуаскалиентес (в този щат е географският център на страната)
- Веракрус
- Гереро
- Гуанахуато
- Долна Калифорния
- Дуранго
- Идалго
- Кампече
- Керетаро
- Кинтана Роо
- Коауила де Сарагоса
- Колима
- Мексико
- Мичоакан
- Морелос
- Наярит
- Нуево Леон
- Оахака
- Пуебла
- Сакатекас
- Сан Луис Потоси
- Синалоа
- Сонора
- Тамаулипас
- Табаско
- Тласкала
- Федерален окръг (Мексико)
- Халиско
- Чиапас
- Чиуауа
- Южна Долна Калифорния
- Юкатан